# Herbert Lang
Pour les articles homonymes, voir Lang.
Herbert Lang est un zoologiste allemand, né le 24 mars 1879 à Öhringen dans le royaume de Wurtemberg et mort le 29 mai 1957 dans les environs de Pretoria.

## Biographie
Il commence à travaille comme taxidermiste à Wurtemberg puis au muséum d'histoire naturelle de Zurich. Il travaille, toujours comme taxidermiste chez Fasse et Cie à Paris entreprise fournissant des spécimens d'histoire naturelle pour les écoles de France.
Il émigre en 1903 aux États-Unis et est embauché par le National Museum of Natural History comme taxidermiste la même année. Durant trois ans, il travaille sur des dioramas et des expositions d'oiseaux. Il participe en 1906 à une première expédition en Afrique conduite par le chasseur Richard Tjader et qui est chargée de collecter des spécimens au Kenya. L'expédition rapportera 178 spécimens de mammifères et 232 oiseaux. C'est Lang lui-même qui assurera le catalogue et les préparations des spécimens.
Il obtient la direction d'une nouvelle expédition au Congo, accompagné de James Paul Chapin, mais la Première Guerre mondiale interrompt son expédition et il doit rebrousser chemin. En 1919, il devient assistant-conservateur au département de mammalogie du Muséum où il travaille sur la faune du Guyana.
Il retourne en Afrique en 1925 et parcourt l'Angola, alors possession portugaise, notamment à la poursuite d’Hippotragus niger variani (en). Il constitue une collection de 1 200 mammifères. Il ne revient pas aux États-Unis et préfère s'installer en Afrique du Sud. Il laisse une très riche collection de clichés photographiques, près de 10 000, aujourd'hui conservés au Transvaal Museum à Prétoria.